# Власов, Владимир Дмитриевич
Влади́мир Дми́триевич Вла́сов — украинский политик. Родился 13 марта 1950 в Макеевке.
Народный депутат Украины 3 созыва.
Родился 13.03.1950 (г. Макеевка, Донецкая область); женат; имеет дочь.
Образование: Макеевский строительный техникум (1965—1969), техник-механик; Донецкий техникум советской торговли; Макеевский строительный техникум; Харьковский институт инженеров коммунального хозяйства (1976), инженер-экономист.
В 04.2002 — кандидат в народные депутаты Украины, выб. окр. № 54, Донецкая область, выдвинут Выборным блоком политических партий "Блок Виктора Ющенко «Наша Украина». За 2,20 %, 3 с 14 прет. На время выборов: нар. деп. Украины, беспартийный.
Народный депутат Украины 3 созыва в 03.1998-04.2002, выб. окр. № 54, Донец. обл. На время выборов: проходчик шахтостроительного управления № 2 треста «Макеевуглестрой», член КПУ. Член фракции КПУ (с 05.1998-07.2000), член группы «Солидарность» (с 07.2000). Член Комитета по вопросам экологической политики, природопользования и ликвидации Чернобыльской катастрофы (с 07.1998).
- 1969 — и. о. сменного мастера жилищно-строительного комбината, город Енакиево Донец. обл.
- 1969—1971 — служба в армии.
- 1971—1972 — слесарь жилищно-строительного комбината, г. Макеевка.
- 1972—1977 — механик, слесарь, Макеевский горпищепром.
- 1977—1980 — инженер, мастер, начальник цеха, Макеевский жилищно-строительный комбинат.
- 1980—1982 — мастер БУ «Домнастрой» треста «Макеевстрой».
- 1982—1986 — ученик проходчика, проходчик шахтостроительного управления № 2 треста «Макеевуглестрой».
- 1986—1987 — мастер-бригадир, мастер, слесарь-монтажник, мастер СМУ «Повхнефть» ПО «Башнефть», г. Когалым Тюменской обл.
- 1987—1998 — заместитель начальника участка, проходчик шахтостр. упр. № 2, трест «Макіїввугіллябуд».

Был первым секретарем Макеевского ГК КПУ.